# Pachycladon stellata
Pachycladon stellata är en korsblommig växtart som först beskrevs av Harry Howard Barton Allan, och fick sitt nu gällande namn av Peter B. Heenan och A.D. Mitchell. Pachycladon stellata ingår i släktet Pachycladon och familjen korsblommiga växter. Inga underarter finns listade i Catalogue of Life.